# Ha Tinh (provins)
Ha Tinh (på vietnamesiska Hà Tĩnh) är en provins i centrala Vietnam. Provinsen består av stadsdistrikten Ha Tinh (huvudstaden) och Hong Linh samt nio landsbygdsdistrikt: Cam Xuyen, Can Loc, Duc Tho, Huong Khe, Huong Son, Ky Anh, Nghi Xuan, Thach Ha och Vu Cuang.